# Mario Castellani
Mario Castellani (Roma, 24 novembre 1906 – Roma, 25 aprile 1978) è stato un attore italiano.
Diventò  un'apprezzata spalla in tutti i migliori spettacoli di Totò, apparendo accanto a lui non soltanto in teatro ma anche in molti dei film interpretati dal comico napoletano proprio per volere dello stesso.

## Biografia
Figlio d'arte, d'alta statura e fisionomia aristocratica, si diplomò all'istituto tecnico e si dedicò quindi alla recitazione esordendo come "brillante" d'operetta nella compagnia teatrale dello zio Attilio Pietromarchi; il passo verso il teatro di rivista fu breve e partecipò così agli spettacoli dei fratelli Schwarz e a quelli della compagnia di rivista Za-Bum.
Nel 1928 fu uno dei principali interpreti di Madama Follia e di Mille e una donna accanto a Totò e Isa Bluette, ma diventò ufficialmente la spalla di Totò dai primi anni quaranta ottenendo un successo personale in Quando meno te lo aspetti di Galdieri in cui recitava anche Anna Magnani. Venne riconfermato per la stagione successiva per uno dei più grandi successi di rivista di quel periodo, Volumineide, sempre di Galdieri e con i medesimi attori. Nel 1944 fu ancora con gli stessi attori e autore in Che ti sei messo in testa? e fu uno dei primi attori a festeggiare la liberazione di Roma e a prendere di mira attraverso la satira il caduto regime, sempre con Totò e la Magnani, in Con un palmo di naso. 
Nel dopoguerra continuò ad affiancare Totò in teatro, soprattutto nella celebre rivista galdieriana C'era una volta il mondo (1947), con soubrette come Elena Giusti, Isa Barzizza e Gilda Marino.
A partire dal 1945, e fino alla morte del comico napoletano, Castellani sarà la perfetta spalla di Totò in una numerosa serie di pellicole: con il suo garbato spirito brillante e la sua pronta reattività, sostenne gli spiritosi e improvvisati dialoghi. Tra i tanti film: Fifa e arena (1948) di Mario Mattoli; Totò cerca moglie (1950) e Le sei mogli di Barbablù (1950), entrambi di Carlo Ludovico Bragaglia; Totò a colori (1952) di Steno (dove Totò e Castellani ripropongono il celebre sketch teatrale del vagone letto); Il più comico spettacolo del mondo (1953) di Mario Mattoli; Chi si ferma è perduto (1960) di Sergio Corbucci; Totò contro i quattro (1963) di Steno, nel quale fu anche direttore dei dialoghi.
A partire dal celeberrimo Totò, Peppino e la malafemmina (1956) di Camillo Mastrocinque, in cui interpretava il vicino dei due protagonisti, Castellani intraprese anche la carriera di assistente alla regia, ruolo che ricoprì in una quindicina di pellicole, quasi tutte con protagonista Totò.  
Nel 1956 tornò in teatro debuttando da protagonista nella commedia di Marotta e Randone, Il malato per tutti, ottenendo un notevole successo personale e partecipando anche ad altri atti unici della stessa formazione diretta da Maner Lualdi e denominata "compagnia delle 15 novità". Nella stagione seguente fu scritturato dalla compagnia di Peppino De Filippo con buoni consensi soprattutto per la sua prestazione nella pièce Le metamorfosi di un suonatore ambulante (1957).
Come l'amico Totò, che raggiunse il massimo grado, anche Mario Castellani fu iniziato nella Massoneria di Rito Scozzese.
Nel 1967, poco prima della morte di Totò, Castellani gli fu di nuovo a fianco in una serie televisiva, TuttoTotò, diretta da Daniele D'Anza: uno spettacolo a episodi dedicato alla carriera del comico, in cui venivano riproposti gli sketch più celebri dei suoi spettacoli teatrali. Dopo la scomparsa del suo amico, Castellani diradò i propri impegni professionali. Negli ultimi anni apparirà quasi esclusivamente in televisione, soprattutto in rappresentazioni di commedie di Peppino De Filippo.
Muore a Roma all'età di 71 anni; è sepolto al cimitero monumentale di Milano.

## Filmografia

Mario Castellani a teatro, con Totò e Anna Magnani, Volumineide (1942)

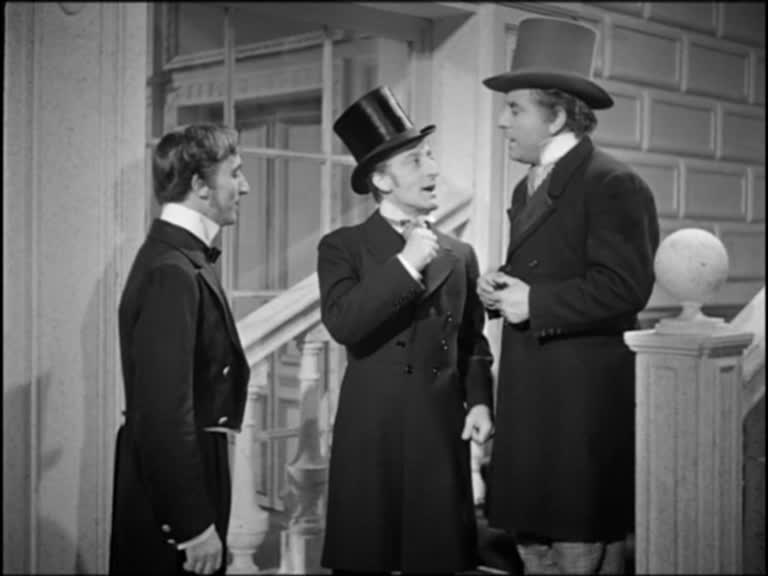
Mario Castellani insieme a Totò e Carlo Campanini ne I due orfanelli

Mario Castellani con Totò in Un turco napoletano (1953)

Mario Castellani, Ferruccio Amendola, Totò e Gianni Bonagura in una scena di Totò yè yè (1967)

### Cinema
- Il ratto delle Sabine (citato nei titoli di testa come Aldo Castellani), regia di Mario Bonnard (1945)
- I due orfanelli, regia di Mario Mattoli (1947)
- Fifa e arena, regia di Mario Mattoli (1948)
- Totò al giro d'Italia, regia di Mario Mattoli (1948)
- I pompieri di Viggiù, regia di Mario Mattoli (1949)
- Totò cerca casa, regia di Steno e Mario Monicelli (1949)
- Totò le Mokò, regia di Carlo Ludovico Bragaglia (1949)
- L'imperatore di Capri, regia di Luigi Comencini (1949)
- Totò cerca moglie, regia di Carlo Ludovico Bragaglia (1950)
- Figaro qua, Figaro là, regia di Carlo Ludovico Bragaglia (1950)
- Le sei mogli di Barbablù, regia di Carlo Ludovico Bragaglia (1950)
- Tototarzan, regia di Mario Mattoli (1950)
- Totò sceicco, regia di Mario Mattoli (1950)
- 47 morto che parla, regia di Carlo Ludovico Bragaglia (1950)
- Totò terzo uomo, regia di Mario Mattoli (1951)
- Sette ore di guai, regia di Vittorio Metz e Marcello Marchesi (1951)
- La paura fa 90, regia di Giorgio Simonelli (1951)
- I due sergenti, regia di Carlo Alberto Chiesa (1951)
- La vendetta del corsaro, regia di Primo Zeglio (1951)
- Guardie e ladri, regia di Steno e Mario Monicelli (1951)
- Totò e le donne, regia di Steno e Mario Monicelli (1952)
- Totò a colori, regia di Steno (1952)
- 5 poveri in automobile, regia di Mario Mattoli (1952)
- Inganno, regia di Guido Brignone (1952)
- L'uomo, la bestia e la virtù, regia di Steno (1953)
- Un turco napoletano, regia di Mario Mattoli (1953)
- Una di quelle, regia di Aldo Fabrizi (1953)
- Il più comico spettacolo del mondo, regia di Mario Mattoli (1953)
- Totò e Carolina, regia di Mario Monicelli (1953)
- Dov'è la libertà...?, regia di Roberto Rossellini (1954)
- Questa è la vita, regia di Luigi Zampa, episodio La patente (1954)
- Tempi nostri - Zibaldone n. 2, regia di Alessandro Blasetti, episodio La macchina fotografica (1954)
- I tre ladri, regia di Lionello De Felice (1954)
- Il medico dei pazzi, regia di Mario Mattoli (1954)
- Totò cerca pace, regia di Mario Mattoli (1954)
- Totò all'inferno, regia di Camillo Mastrocinque (1955)
- I giorni più belli, regia di Mario Mattoli (1956)
- Totò, Peppino e la... malafemmina, regia di Camillo Mastrocinque (1956)
- Totò, Peppino e i fuorilegge, regia di Camillo Mastrocinque (1956)
- Malafemmena, regia di Armando Fizzarotti (1957)
- La cambiale, regia di Camillo Mastrocinque (1959)
- I baccanali di Tiberio, regia di Giorgio Simonelli (1959)
- Noi duri, regia di Camillo Mastrocinque (1960)
- Appuntamento a Ischia, regia di Mario Mattoli (1960)
- Letto a tre piazze, regia di Steno (1960)
- Chi si ferma è perduto, regia di Sergio Corbucci (1960)
- Il corazziere, regia di Camillo Mastrocinque (1960)
- Sua Eccellenza si fermò a mangiare, regia di Mario Mattoli (1961)
- Totò, Peppino e... la dolce vita, regia di Sergio Corbucci (1961)
- Totòtruffa 62, regia di Camillo Mastrocinque (1961)
- I due marescialli, regia di Sergio Corbucci (1961)
- Il mantenuto, regia di Ugo Tognazzi (1961)
- Totò diabolicus, regia di Steno (1962)
- Lo smemorato di Collegno, regia di Sergio Corbucci (1962)
- Totò di notte n 1, regia di Mario Amendola (1962)
- Totò contro i quattro, regia di Steno (1963)
- Il monaco di Monza, regia di Sergio Corbucci (1963)
- Le motorizzate, regia di Marino Girolami, episodio Vigile ignoto (1963)
- Totò e Cleopatra, regia di Fernando Cerchio (1963)
- Totò sexy, regia di Mario Amendola (1963)
- Gli onorevoli, regia di Sergio Corbucci (1963)
- Il comandante, regia di Paolo Heusch (1963)
- Totò contro il pirata nero, regia di Fernando Cerchio (1964)
- Che fine ha fatto Totò Baby?, regia di Ottavio Alessi (1964)
- Totò d'Arabia, regia di José Antonio de la Loma (1964)
- Gli amanti latini, regia di Mario Costa, episodio Amore e morte (1965)
- I figli del leopardo, regia di Sergio Corbucci (1965)
- Ringo e Gringo contro tutti, regia di Bruno Corbucci (1966)
- Operazione San Pietro, regia di Lucio Fulci (1967)
- Gli specialisti, regia di Sergio Corbucci (1969)

### Televisione
- TuttoTotò – serie TV (1967)
- Stasera Fernandel, regia di Camillo Mastrocinque, episodio Terrore al castello (1968)
- Totò story, registi vari – film antologico (1968)
- Antologia di Totò, regia di Jean-Louis Comolli – film documentario (1978)

### Doppiatori
- Giorgio Capecchi in La vendetta del corsaro
- Carlo Romano in Inganno
- Bruno Persa in Malafemmena
- Manlio Busoni in Appuntamento a Ischia
- Renato Turi in Ringo e Gringo contro tutti